# 阿尔贝·迪普伊
阿尔贝·迪普伊（法語：Albert Dupouy，法語發音：[albɛʁ dypwi]；1901年2月21日—1973年12月1日），法国男子橄榄球运动员。他曾代表法国参加1924年夏季奥林匹克运动会橄榄球比赛，获得一枚银牌。